# Damián Iguacén Borau

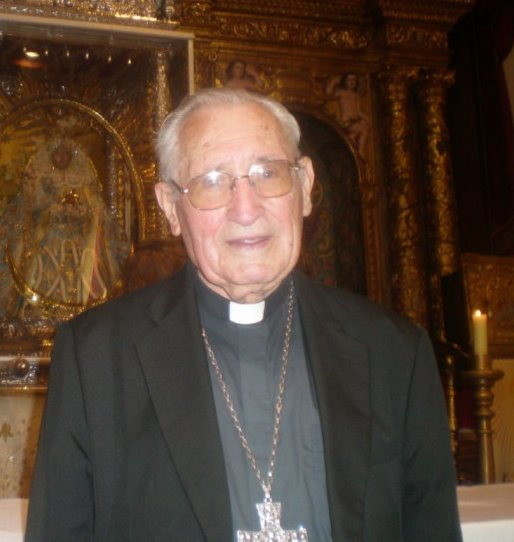
Damián Iguacén (2016)

Damián Iguacén Borau (* 12. Februar 1916 in Fuencalderas; † 24. November 2020 in Huesca) war ein spanischer Geistlicher und römisch-katholischer Bischof von San Cristóbal de La Laguna. Vor seinem Tod war er für fünf Monate der älteste lebende Bischof der römisch-katholischen Kirche.

## Leben
Damián Iguacén Borau studierte Philosophie und Theologie im Theologischen Seminar des Heiligen Kreuzes von Huesca und empfing am 7. Juni 1941 die Priesterweihe. Er war zunächst in den Pfarreren Ibieca und Torla, anschließend an der Igreja de Santa Engrácia und für das Ordinariat in Saragossa tätig. Nach einem seelsorgerischen Engagement in Tardienta sowie am Priesterseminar wurde er Pfarrer in San Lino, später an der Iglesia-Basílica de San Lorenzo in Huesco und für das Ordinariat in Huesco tätig.
Papst Paul VI. ernannte ihn am 10. August 1970 zum Bischof von Barbastro. Der Apostolische Nuntius in Spanien, Luigi Dadaglio, spendete ihm am 11. Oktober desselben Jahres in der Kathedrale von Barbastro die Bischofsweihe; Mitkonsekratoren waren Pedro Cantero Cuadrado, Erzbischof von Saragossa, und Arturo Kardinal Tabera Araoz CMF, Erzbischof von Pamplona-Tudela. Iguacén Borau wurde am 23. September 1974 zum Bischof von Teruel-Albarracín ernannt. Er war Gründungsvorsitzender der Inter-Diözesan-Kommission für die Erforschung der Grenzen der Kirche in Aragon.
Papst Johannes Paul II. ernannte ihn am 14. August 1984 zum Bischof des Bistums San Cristóbal de La Laguna. Er war Vorsitzender der Bischöflichen Kommission für das kulturelle Erbe der spanischen Bischofskonferenz von 1984 bis 1993.
Am 12. Juni 1991 nahm Papst Johannes Paul II. seinen altersbedingten Rücktritt an. Damián Iguacén Borau lebte zuletzt in einem Kloster in Huesca. Seit dem Tod von Bernardino Piñera Carvallo am 21. Juni 2020 war er der älteste lebende katholische Bischof weltweit.

## Schriften
- Una visita a la catacumba zaragozana, Impr. Folios 1954
- Preces Laurentinas, 1964
- La Basílica de S. Lorenze de Huesca, 1969
- El patrimonio cultural de la Iglesia en España, La Editorial Católica 1982, ISBN 84-220-1076-3.
- La Iglesia y Su Patrimonio Cultural, Edice Madrid 1984, ISBN 84-7141-144-X.
- La ruta "Virgen de Candelaria": tradición, mensaje, compromiso : exhortación pastoral, Obispado de Tenerife 1990
- Diccionario del patrimonio cultural de la iglesia, Encuentro Ediciones Madrid 1991, ISBN 84-7490-272-X.
- El arte en la liturgia (Band 47 von Cuadernos Phase), Centre de Pastoral Litúrgica 1993, ISBN 84-7467-271-6.
- Diálogos con Santa María, madre de Dios, Producciones Gráficas 1994, ISBN 84-605-2003-X.
- El Venerable Francisco Ferrer y los Operarios Misionistas: un grano de trigo caído en tierra, D. Iguacén 1997, ISBN 84-605-5938-6.
- Incondicionalidad (Band 105 von Vida y misión), Edibesa 2004, ISBN 84-8407-470-6.